# Árszerű enyveskorallgomba
Az árszerű enyveskorallgomba (Calocera cornea) a Dacrymycetaceae családba tartozó, kozmopolita elterjedésű, lombos fák korhadó anyagán élő, nem ehető gombafaj.

## Megjelenése
Az árszerű enyveskorallgomba termőteste 1-1,5 (2) cm hosszú és a tövénél 1-2 mm vastag, hengeres, ívelő, karcsú pálcika, amely a végén elkeskenyedik és tompán vagy hegyesen végződik. A vége néha villásan elágazik. Felszíne sima, nedvesen tapadós, nyálkás. Színe narancsos-sárgás, kiszáradva inkább narancsos. Néha több termőtest a tövénél összeforr. 
Húsa merev zselé- vagy gumiszerű, színe sárgás-narancsos. Szaga és íze nem jellegzetes.
Spórapora fehér vagy halványsárgás. Spórája ívelt hengeres, vaskos kolbászszerű, felszíne sima, mérete 7-11 x 3-4,5 µm. Éretten néha egy keresztfal osztja két részre. 

### Hasonló fajok
A jóval nagyobb és fenyőn élő narancsszínű enyveskorallgomba vagy a tompa végű sárga bunkógomba és narancsszínű bunkógomba hasonlíthat hozzá.

## Elterjedése és termőhelye
Az Antarktisz kivételével valamennyi kontinensen előfordul. Magyarországon gyakori. 
Lombos fák korhadó törzsén, tönkjén, ágain él, többnyire seregesen. Júniustól októberig terem. 

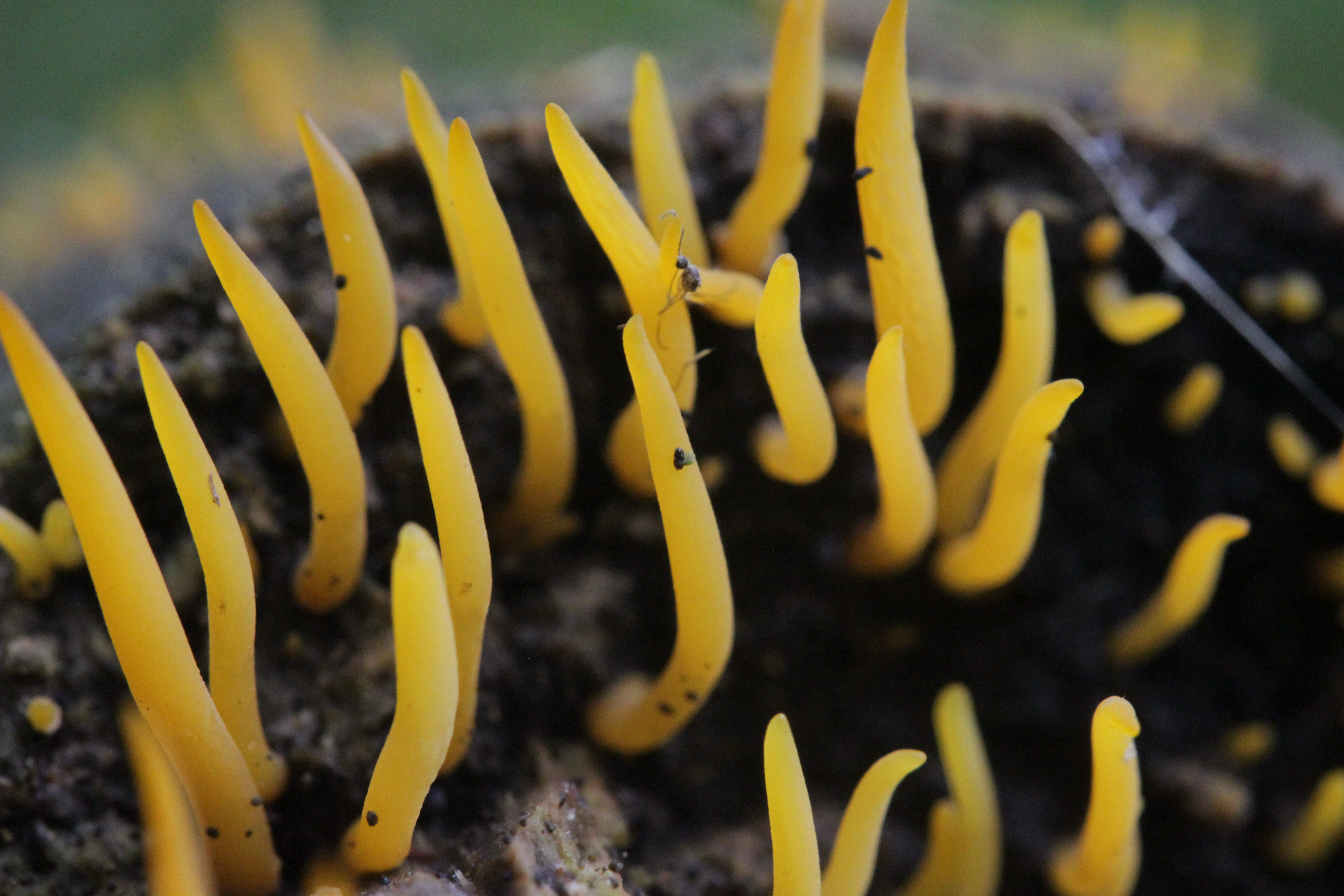
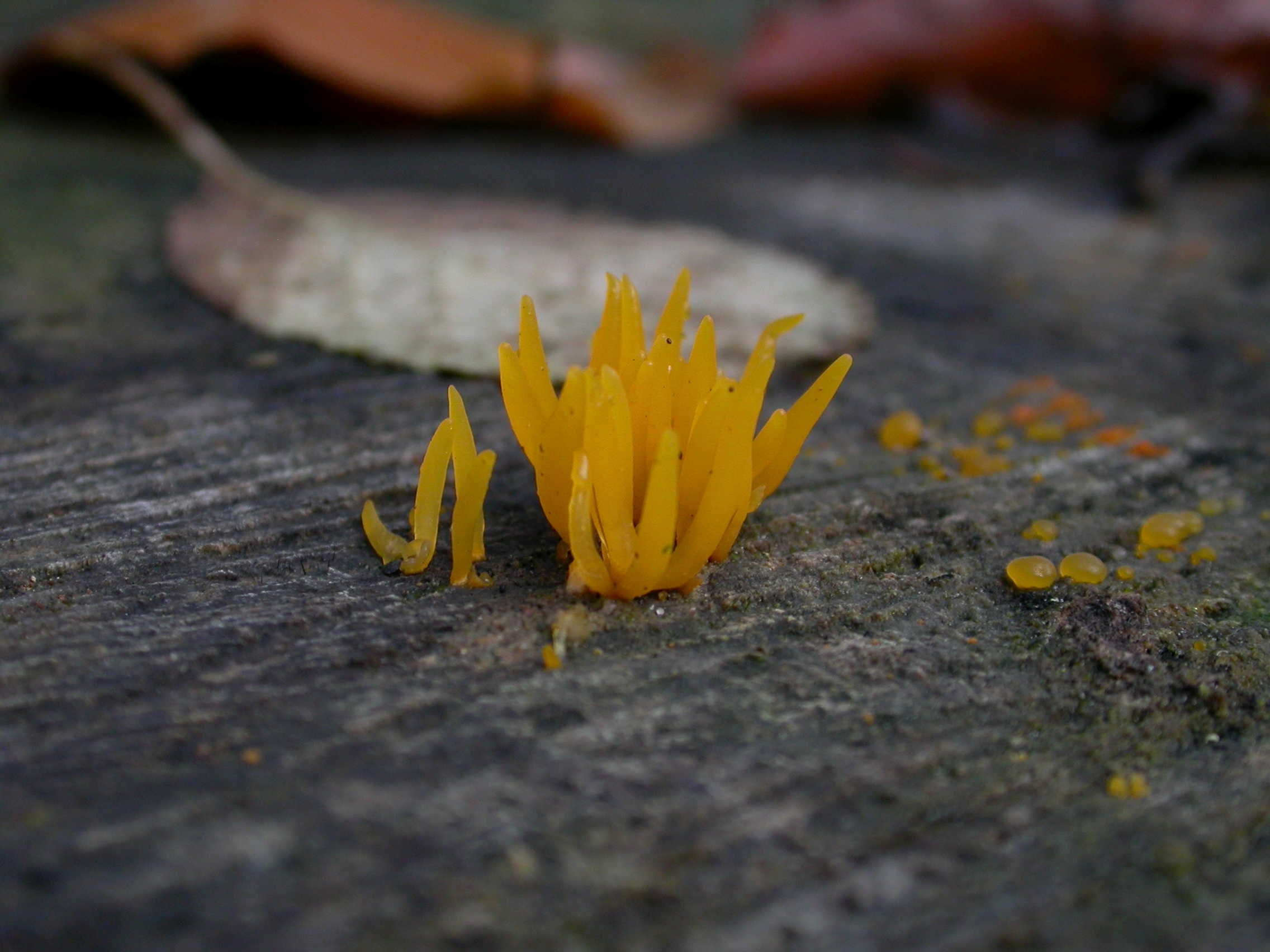
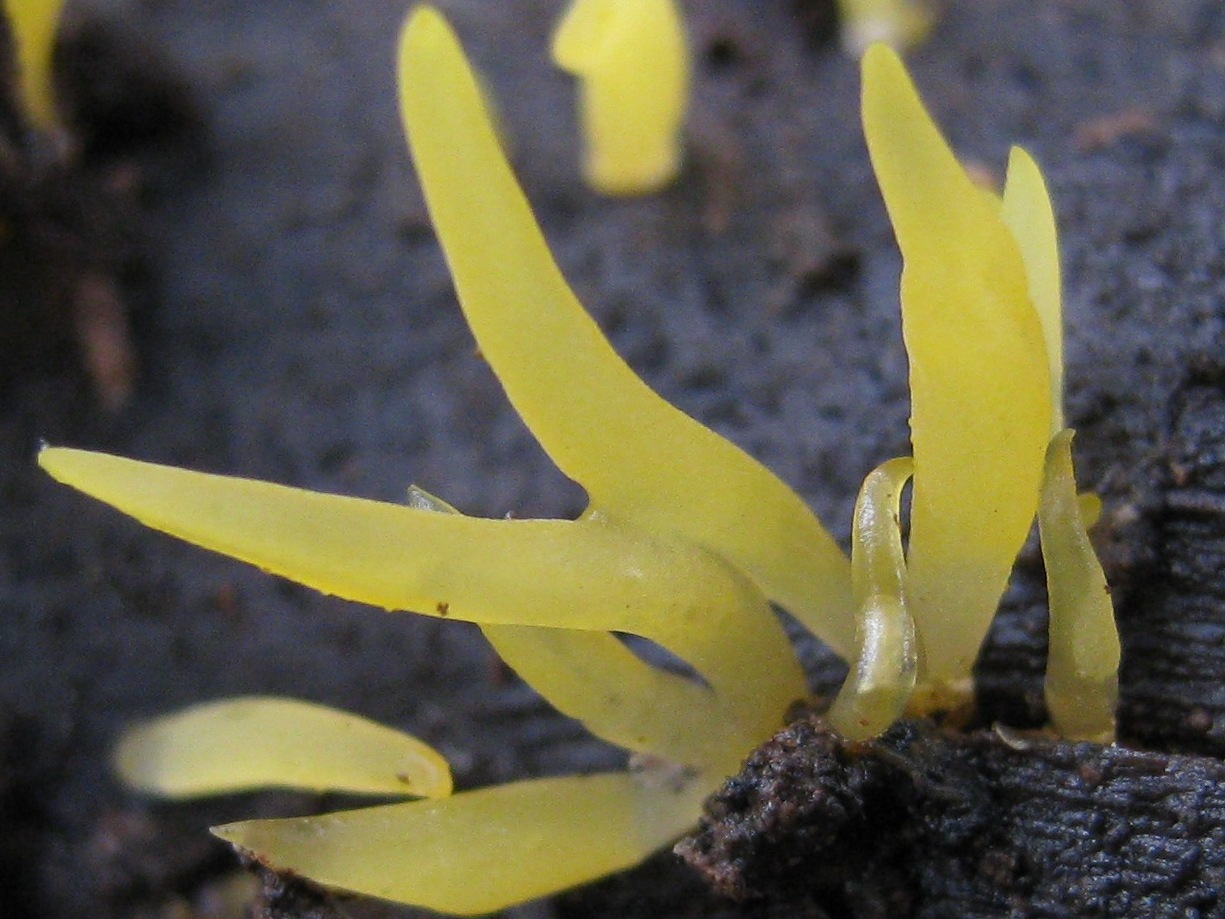
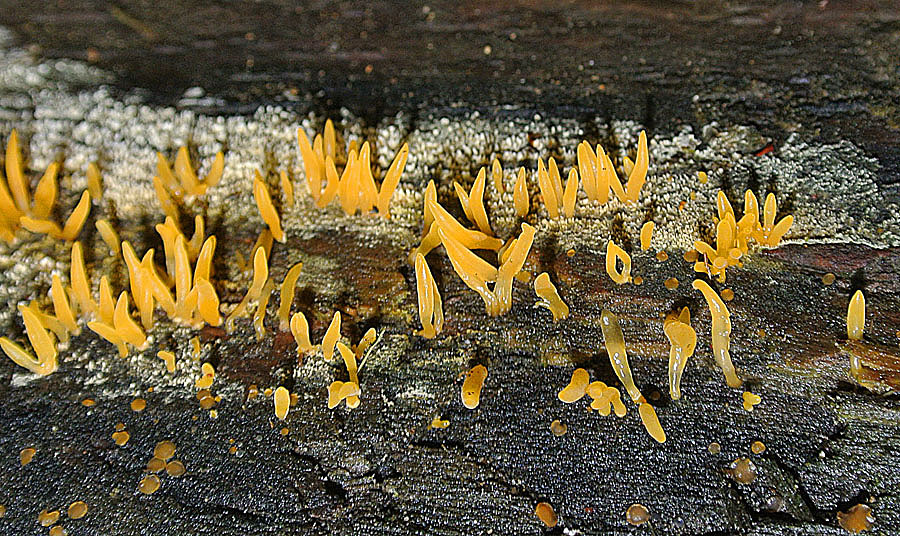
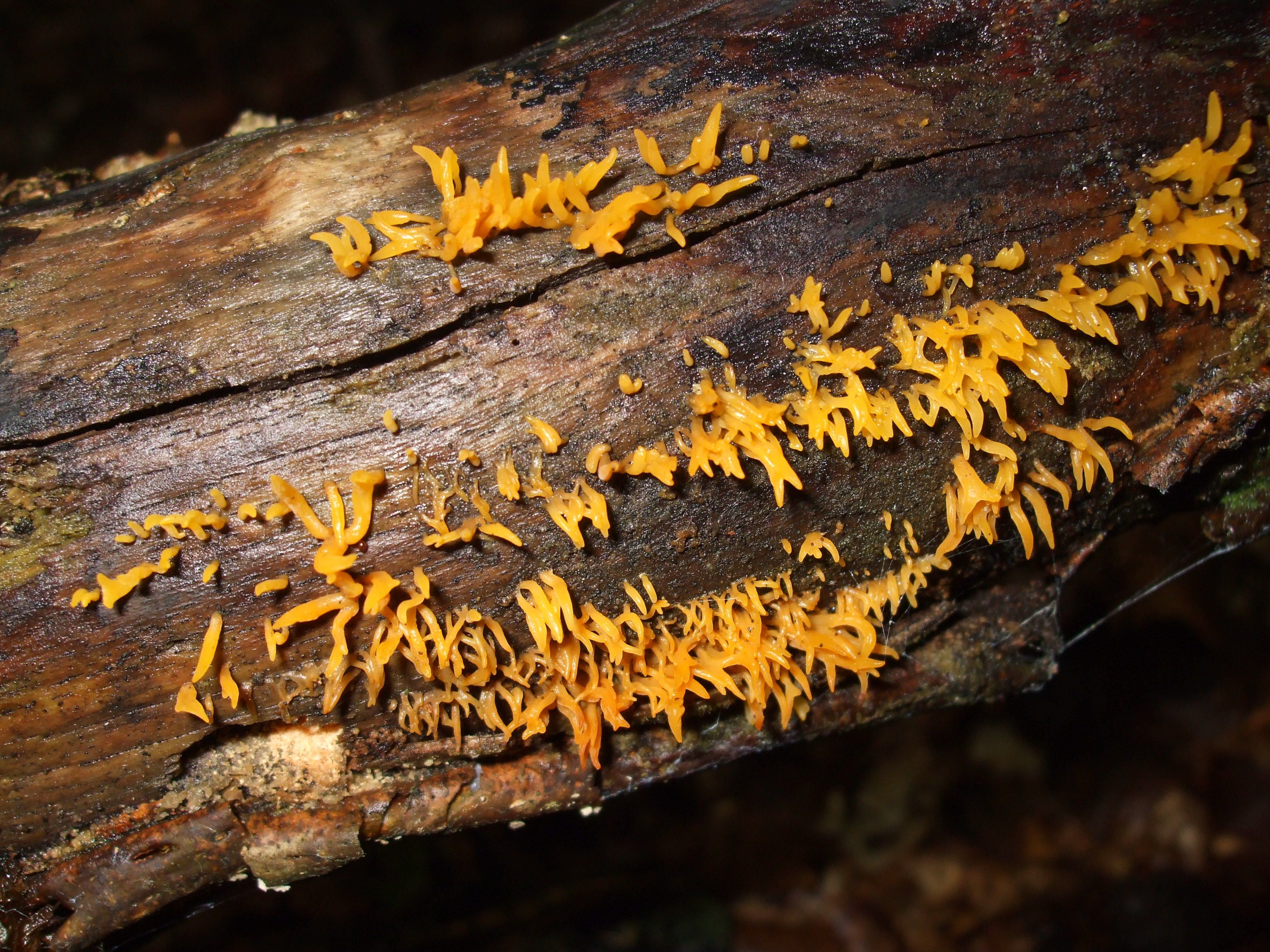

Nem ehető.  